# El Cepón
El Cepón es una casería perteneciente a la parroquia de Rozadas, en el concejo de Boal, comarca de Eo-Navia, Principado de Asturias, España.
No hay disponibles datos referentes a su población (INE, 2013), y se encuentra a unos 450 m de altura sobre el nivel del mar. Dista aproximadamente 12,5 km de la capital del concejo, tomando desde ésta la carretera AS-22 en dirección a Vegadeo, y desviándose a la izquierda en Vega de Ouría, por una pista asfaltada durante 1,5 km.
En los siglos XVIII, XIX y XX perteneció a los Rodríguez-Villamil, con ramas en las casas de Calceiro en Boal, Lagar de Castropol, Rubio de Rozadas y El Corral en Serandinas [cita requerida].